# Breaking the Girl
«Breaking the Girl» es una canción de la banda californiana Red Hot Chili Peppers, de su álbum Blood Sugar Sex Magik. El sencillo fue sacado después de la marcha de John Frusciante, y con Arik Marshall en la banda. Se puede considerar que es la primera balada en aparecer en un álbum de la banda. La canción se refiere a una relación turbulenta entre el líder Anthony Kiedis y su exnovia, Carmen Hawk. El vídeo musical fue lanzado en 1992 y fue dirigido por Stéphane Sednaoui.

## Track list

### Sencillo en CD (1991)
1. «Breaking the Girl» (Edit)
2. «Fela's Cock» (Previously Unreleased)
3. «Suck My Kiss» (Live)
4. «I Could Have Lied» (Live)

### Sencillo en CD 2 (1991)
1. «Breaking the Girl» (Edit)
2. «Suck My Kiss» (Live)
3. «I Could Have Lied» (Live)

### Sencillo en CD 3 (1992)
1. «Breaking the Girl» (Edit)
2. «Fela's Cock» (Previously Unreleased)
3. «Suck My Kiss» (Live)
4. «I Could Have Lied» (Live)

### Sencillo 7" (1992)
1. «Breaking the Girl» (Edit)
2. «Fela's Cock» (Unreleased)

### Sencillo 12"(1992)
1. «Breaking the Girl» (Edit)
2. «Fela's Cock» (Previously Unreleased)
3. «Suck My Kiss» (Live)
4. «I Could Have Lied» (Live)

## Curiosidades
- La banda utiliza una técnica de puente instrumental similar a la que usarían años después en Hump de Bump, cogiendo objetos de la basura para realizar la acústica.
- La canción fue incluida en el CD recopilatorio Greatest Hits, pero no fue incluido en la versión de vídeos.
- El director del video, Stéphane Sednaoui, también ha dirigido otros vídeos de la banda como el de Give It Away, Scar Tissue o Around the World.
- Arik Marshall aparece en el video de la canción, pero no toca en ella.
- La mujer que aparece en el video es la actriz y ex-supermodelo venezolana Patricia Velásquez.

## Posición en las listas
- Australia: N.º 30
- Reino Unido: N.º 41
- Billboard Mainstream Rock: N.º 15
- Billboard Modern Rock: N.º 19

- Datos: Q369076